# Свети Димитър (Русилово)
Вижте пояснителната страница за други значения на Свети Димитър.
„Свети Димитър“ (на гръцки: Ναός Αγίου Δημητρίου) е възрожденска православна църква във воденското село Русилово (Ксантогия), Гърция, част от Воденската, Пелска и Мъгленска епархия на Вселенската патриаршия.
Църквата е гробищен храм и е разположена в северния край на Старо Русилово. Издигната е в 1884 година върху по-стар храм, за който свидетелства иконата на Свети Димитър, датирана в 1796 година. До храма има и забележителна каменна камбанария.